# Герб Нар'ян-Мара
Герб Нар'ян-Мара — герб муніципального округу міста Нарьян-Мар Ненецького автономного округу Російської Федерації.

## Опис герба
Геральдичний опис (блазон) свідчить:
|  | У червленому (червоному) полі з блакитною (синьою, блакитною) включеною, вищербленою краєм обтяженою двома срібними здобутими рибами срібна голова північного оленя насторожі |

## Опис символіки

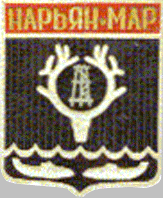
Герб Нарьян-Мара 1978 року

За основу герба взято герб міста, затверджений рішенням виконавчого комітету Нар'ян-Марської міської Ради народних депутатів 7 квітня 1978 року за проєктом Художник художника Семена Івановича Коткіна.
Центральна постать у гербі — зображення голови оленя з рогами, що символізує головне заняття місцевого населення — оленярство.
Стилізовані срібні риби на краю герба вказують на іншу основну галузь економіки — рибальство.
Срібло — символ чистоти, мудрості, шляхетності, миру та взаємоспівробітництва.
Червоний колір геральдичного щита символізує назву міста Нарьян-Мара, яке у перекладі російською мовою означає «Червоне місто». Червоний колір — символ мужності, краси та життя.
Блакитний край герба вказує на річку Печору. Цей елемент герба підкреслює також, що Нар'ян-Мар — морський і річковий Порт. Блакитний колір у геральдиці — символ честі, слави, відданості, істини та чесноти.
Герб затверджений Постановою Нар'ян-Марської міськради №30 від 31 травня 2001 року "Про затвердження герба та прапора муніципальної освіти «Місто Нар'ян-Мар».
Сучасна версія герба Нарьян-Мара, створена за проєктом першого герба міста, доопрацьована фахівцями Союзу геральдистів Росії, ними ж складені описи герба та його символіки.
Герб внесений до Державного геральдичного регістра Російської Федерації за № 762.